# Gliniane figurki z Estremoz
Gliniane figurki z Estremoz, Lalki z Estremoz (port. Bonecos de Estremoz) – tradycyjne figurki wykonywane z gliny, charakterystyczne dla gminy Estremoz w dystrykcie Évora, w regionie historycznym Alentejo we wschodniej Portugalii.
W 2017 roku wyrób glinianych figurek z Estremoz wpisano na listę reprezentatywną niematerialnego dziedzictwa kulturowego UNESCO. Nazwa wpisu w języku angielskim to Craftmanship of Estremoz clay figures, zaś w języku portugalskim – Produção de Figurado em Barro de Estremoz.

## Historia i charakterystyka

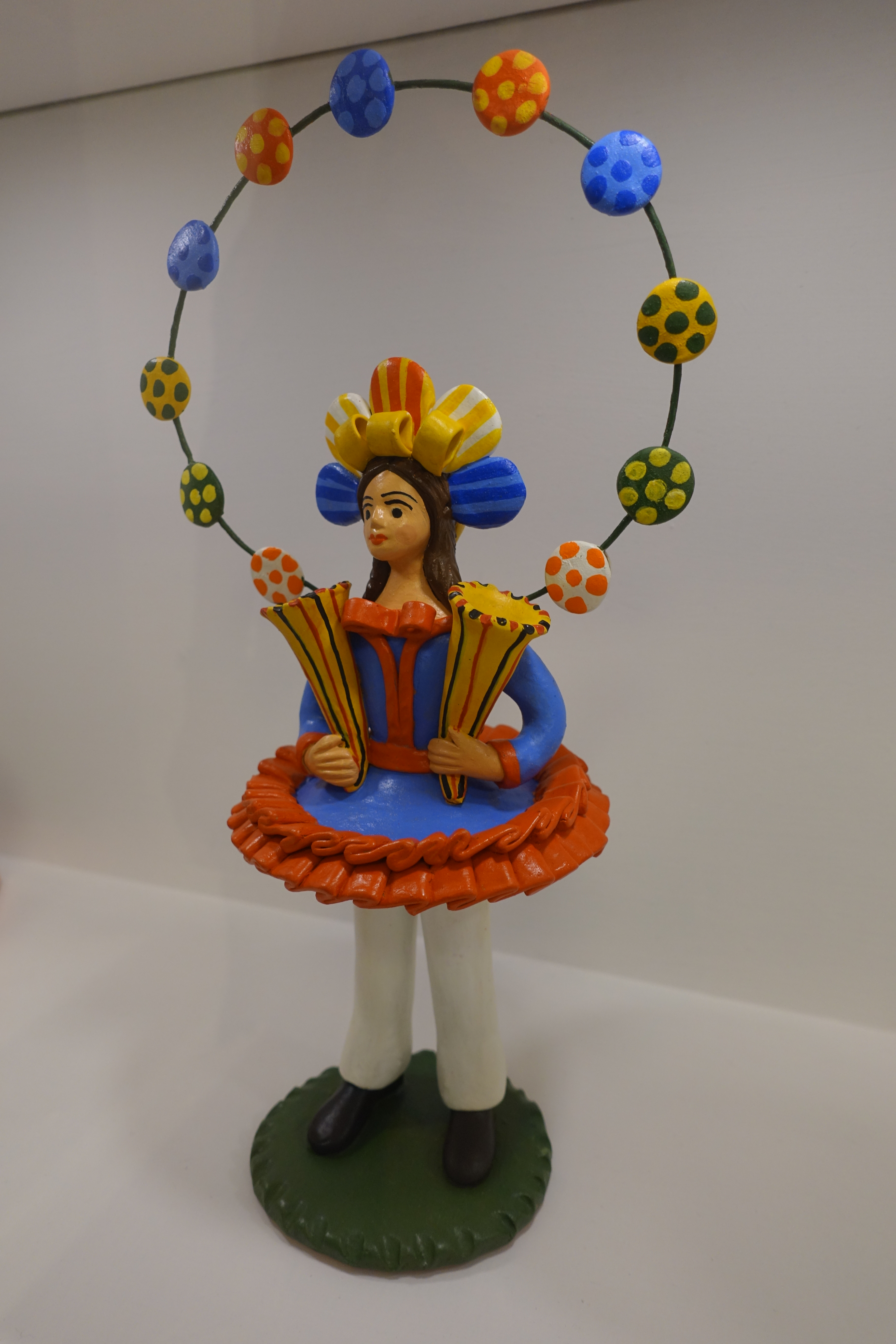
Jedna z Bonecos de Estremoz (2021)

Produkcja glinianych figurek ma miejsce na całym świecie, a w Portugalii wytwarza się je co najmniej od XVI wieku. Do głównych ośrodków ich wyrobu należały w XX wieku m.in. okolice Mafry w dystrykcie Lizbona, Ribolhos i Molelos w dystrykcie Viseu, Barcelos w dystrykcie Braga, Caldas da Rainha w dystrykcie Leiria, Avintes w gminie Vila Nova de Gaia, jak również wyspy: Porto Santo w Regionie Autonomicznym Madery oraz São Miguel w archipelagu Azorów.
Wyrób glinianych figurek w Estremoz w regionie Alentejo sięga XVII wieku. Pierwotnie tradycja związana była z szopkami bożonarodzeniowymi, a figurki funkcjonowały jako figurki jasełkowe. Mają one od 10 do 30 cm wysokości, długie ręce i nogi, a współcześnie często przedstawiają mieszkańców Alentejo w regionalnych lub nawiązujących do ikonografii chrześcijańskiej strojach, postaci lokalnych rolników, pasterzy i rzemieślników wykonujących swoją pracę. Nawiązują także do przyrody, miejscowych tradycji, wydarzeń, świąt i wierzeń ludowych.

## Proces wytwarzania
Wytworzenie jednej glinianej figurki z Estremoz trwa kilka dni. Na początku wilgotna glina modelowana jest na marmurowym stole przez rzemieślnika z wykorzystaniem trzech kawałków gliny: jednego w formie kulki, z której powstanie głowa; płaskiego do wykonania ubrań figurki i jej podstawy oraz trzeciego – w formie walca, z którego wyrzeźbione zostaną korpus oraz kończyny postaci. Po skomponowaniu wszystkich części w całość artysta przystępuje do modelowania twarzy za pomocą specjalnego narzędzia zwanego teco. Czasem na jednej podstawie ustawianych jest kilka postaci; taka figurka przedstawia wówczas najczęściej jakąś scenę rodzajową. Po całkowitym wyschnięciu figurka wypalana jest w piecu elektrycznym w temperaturze 800–900 °C, następnie jest malowana, a na koniec pokrywana bezbarwnym werniksem.

## Znaczenie

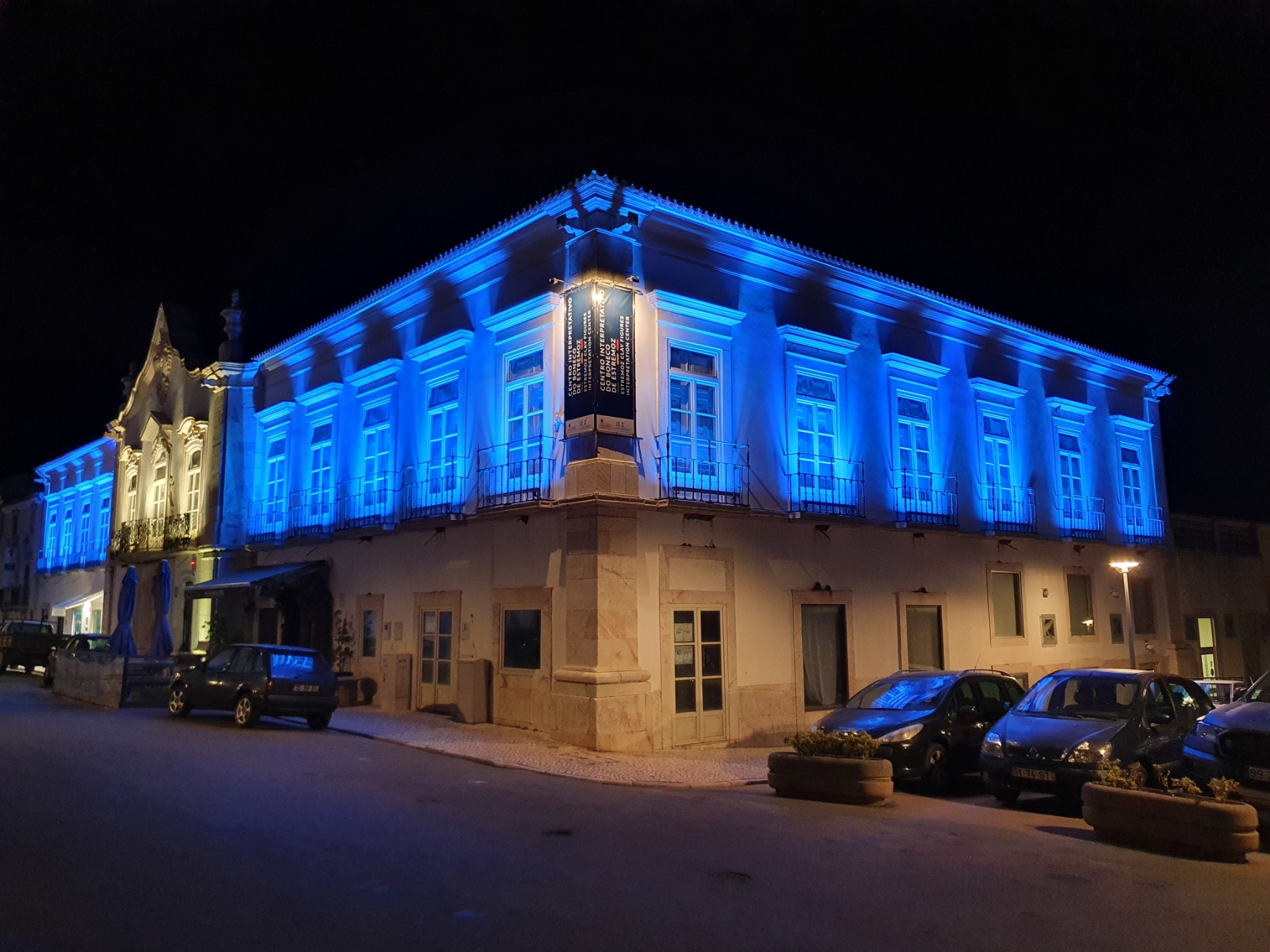
Centro Interpretativo do Boneco de Estremoz w 2023 roku

Gliniane figurki z Estremoz są uznawane przez lokalną społeczność za ważny element tożsamości i kultury tego regionu, a ich wytwórcy są doceniani i wspierani przez lokalne władze. Organizowane są warsztaty edukacyjne, podczas których przekazywana jest wiedza o produkcji Bonecos de Estremoz, a rzemieślnicy często biorą udział w targach i wystawach krajowych oraz międzynarodowych, gdyż figurki z Estremoz uznawane są za dobro całego rejonu Alentejo. Figurki przechowywane są zarówno w zbiorach muzealnych, jak i prywatnych, służąc do celów dekoracyjnych, a w okresie Bożego Narodzenia nierzadko wystawiane są w tradycyjnych szopkach (presépios), odtwarzając sceny biblijne oraz z życia codziennego. Figurki z Estremoz zdobią nawet sklepy i miejsca użyteczności publicznej. W Estremoz działa również centrum edukacyjne (Centro Interpretativo do Boneco de Estremoz) zajmujące się ochroną i kolekcjonowaniem tych tradycyjnych figurek.